# Pseudalaus
Pseudalaus là một chi bọ cánh cứng trong họ 
Elateridae.
Chi này được miêu tả khoa học năm 1967 bởi Laurent.

## Các loài
Các loài trong chi này gồm:
- Pseudalaus dohrni (Candèze, 1882)
- Pseudalaus kenyensis Laurent, 1967